# Heilig-Geist-Kirche (Amorbach)

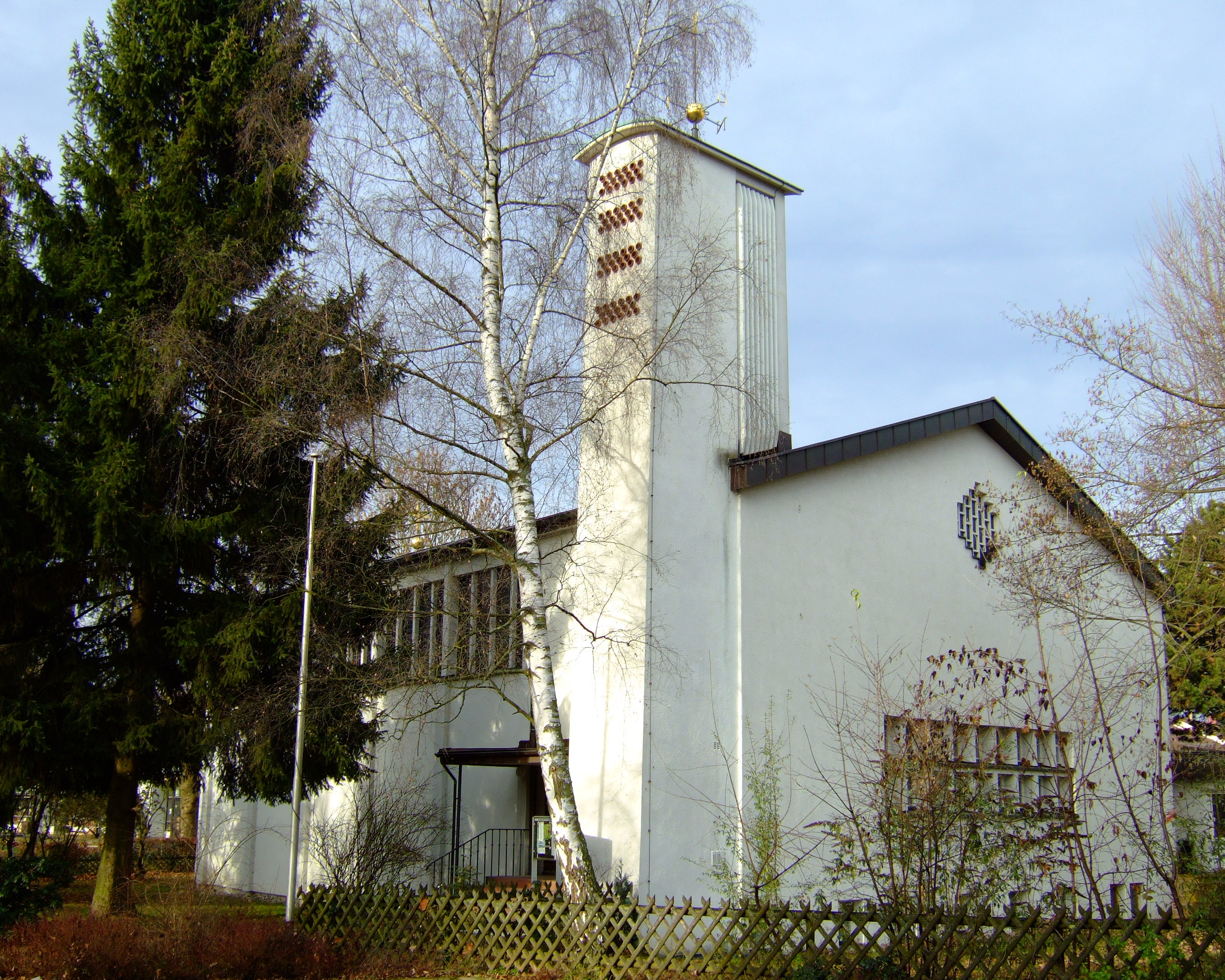
Heilig-Geist-Kirche in Neckarsulm-Amorbach

Die Heilig-Geist-Kirche in Amorbach, einem Stadtteil von Neckarsulm im Landkreis Heilbronn im nördlichen Baden-Württemberg, wurde nach der katholischen Kirche Pax Christi als evangelische Kirche für den ab 1953 als Bundesmustersiedlung entstandenen neuen Stadtteil Amorbach in den Jahren 1955/56 erbaut.

## Geschichte
Die erste in Amorbach fertiggestellte Kirche war die katholische Kirche Pax Christi. Die evangelischen Neubürger Amorbachs hielten ihre ersten Gottesdienste in der Krypta dieser katholischen Kirche ab. 1955/56 entstand dann nach Plänen des Stuttgarter Architekten Ruff auch eine evangelische Kirche für den neuen Stadtteil. Die Grundsteinlegung erfolgte am 24. September 1955. Das Richtfest wurde am 21. Dezember 1955 gefeiert. Die Einweihung war am 18. November 1956. An den Baukosten beteiligten sich die Evangelische Pfarrgemeinde Neckarsulm und der Gustav-Adolf-Verein. Für die Anschaffung einer Kirchenorgel stiftete das Audi-Werk in Neckarsulm 10.000 DM. In der Heilig-Geist-Kirche wurde eine zweite evangelische Pfarrstelle in Neckarsulm neben der Stadtkirchengemeinde eingerichtet.

## Beschreibung
Die Heilig-Geist-Kirche wurde als multifunktionale Kirche in so genannter Glockenform erbaut. Die Kirche wurde für 350 Besucher ausgelegt, mit optionalen weiteren 100 Plätzen für Festtagsgottesdienste. Ihre Einrichtung ermöglicht sowohl Gottesdienste mit Blickrichtung zum Altar wie auch Veranstaltungen mit Blickrichtung zum Podium an der entgegengesetzten Stirnseite, das sich durch eine Faltwand zusätzlich als Gemeindesaal abtrennen lässt. Im Untergeschoss wurden ein Jugendraum, die Sakristei, eine Küche sowie Toiletten eingebaut.
Der Altar der Kirche besteht aus drei einzelnen Steinblöcken aus Maulbronner Muschelkalk, die auf einer Bank aus rotem Sandstein ruhen. Kanzel und Taufstein sind ebenfalls aus Muschelkalk gehauen. Die kupferne Abdeckung des Taufsteins sowie das den Altarraum bestimmende Kruzifix stammen von Gottfried Gruner. Die Glasfenster der Kirche schuf Christian Oehler aus Stuttgart. Sie zeigen Szenen aus dem Alten und Neuen Testament, wobei Szenen wie der Auszug aus Ägypten und die Heimkehr des verlorenen Sohnes Bezug auf die persönliche Geschichte der damaligen Gemeindemitglieder nehmen, die zumeist als Flüchtlinge oder Vertriebene nach Neckarsulm gekommen sind und dann überhaupt den Bedarf nach einem neuen Stadtteil begründeten.